# Yeniçubuk, Gemerek
Yeniçubuk là một thị trấn thuộc huyện Gemerek, tỉnh Sivas, Thổ Nhĩ Kỳ. Dân số thời điểm năm 2011 là 6.781 người.